# Winchester Model 70
Winchester Model 70 är en cylinderrepeter för jakt och prickskytte som tillverkas av Winchester sedan 1936.
Närmare utläggningar, den egentliga brödtexten.